# Зайців
За́йців — село в Україні, у Фастівському району Київської області. Населення становить 22 особи.
Вперше згадане у довіднику «Населені місця Київщини» 1927 року. Тоді хутір мав 5 дворів та 29 мешканців.

## Населення

### Мова
Розподіл населення за рідною мовою за даними перепису 2001 року:
| Мова       | Кількість | Відсоток |
| ---------- | --------- | -------- |
| українська | 19        | 100%     |